# مولي كالدويل كروسبي
مولي كالدويل كروسبي (بالإنجليزية: Molly Caldwell Crosby)‏ هي كاتِبة أمريكية، ولدت في 1972 في دالاس في الولايات المتحدة.

## وصلات خارجية
- الموقع الرسمي